# یارمحمد شادلو
یارمحمد شادلو ایلخانی از سیاستمداران ایرانی بود، که در دوره‌های  هجدهم،  نوزدهمو  بیستم بعنوان نماینده بجنورد در مجلس شورای ملی حضور داشت.

## زندگی
یارمحمد شادلو ایلخانی (زاده ۱۲۹۲ه‍.خ بجنورد) فرزند عزیزالله خان سردار معزز بجنوردی است. در ۱۳۰۴ ه‍.خ پس از اعدام پدرش به اصفهان تبعید گردید و تا شهریور ۱۳۲۰ در آن شهر تحت نظر قرار داشت و با مختصر پولی که از عایدات املاک وسیع آنها در بجنورد که عایدش می‌شود، زندگی خانواده خود را اداره می‌کرد. پس از شهریور ۱۳۲۰ به وی و خانواده‌اش اجازه داده شد به بجنورد بازگردند و تدریجاً املاک وسیع خود را پس گرفتند. وی مدتی در بانک کشاورزی اشتغال داشت و ریاست چند اداره را نیز در دست داشت.